# Isone
Isone is een gemeente en plaats in het Zwitserse kanton Ticino, en maakt deel uit van het district Bellinzona.
Isone telt 360 inwoners.

## Geboren
- Mauro Gianetti (1964), wielrenner